# Ellen Datlow
Ellen Sue Datlow, née le 31 décembre 1949 à New York, est une éditrice et anthologiste américaine de science-fiction, de fantasy et d'horreur, lauréate des prix World Fantasy, Bram-Stoker, Hugo et Locus.

## Biographie

### Carrière
Ellen Datlow est l'éditrice du magazine de fiction Omni puis d'Omni Online de 1981 à 1998, et édite également les dix anthologies Omni associées. Elle co-édite la série Year's Best Fantasy and Horror de 1988 à 2008 (avec la co-éditrice Terri Windling jusqu'en 2003, suivie par l'équipe de Gavin Grant et Kelly Link jusqu'à la fin de la série). Elle édite ensuite The Best Horror of the Year publié par Night Shade Books, ainsi que de nombreuses anthologies originales de science-fiction, de fantasy et d'horreur. Elle édite également des œuvres en partenariat avec Terri Windling, une avec Nick Mamatas (en) et une avec Lisa Morton (en).
Avant de travailler pour Omni, elle travaille pour Holt, Rinehart et Winston pendant trois ans, puis pour Crown Publishing Group (en) pendant quelques mois, date à laquelle Don Hutter lui recommande le magazine Omni qui vient juste de se créer.
Elle est rédactrice en chef du webzine Event Horizon: Science Fiction, Fantasy, and Horror de 1998 à 1999, et rédactrice en chef de Sci Fiction (en) jusqu'à ce qu'il cesse de paraître le 28 décembre 2005. Elle est actuellement éditrice consultante pour Tor.com.
Elle est co-animatrice de la série de lectures Fantastic Fiction au KGB Bar depuis 2000, une série qui présente des sommités et des nouveaux venus de la littérature de l'imaginaire.

### Distinctions

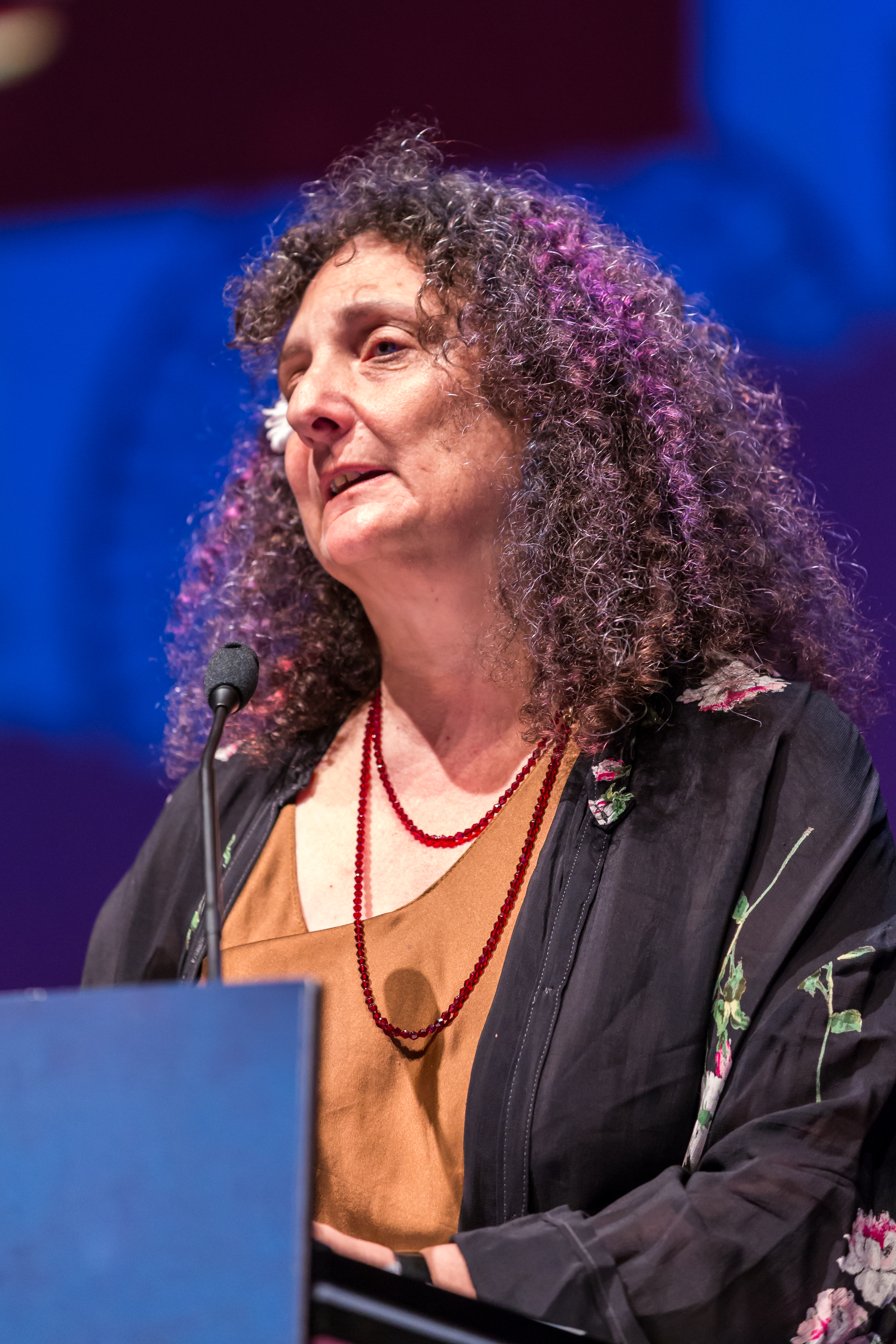
Ellen Datlow à la cérémonie du Prix Hugo de 2017.

Ellen Datlow remporte le prix Hugo du meilleur éditeur en 2002 et 2005, et le prix Hugo du meilleur éditeur (format court) en 2009, 2010, 2012, 2014, 2016, 2017, 2020 et 2021. Son travail d'édition a également été récompensé par cinq prix Bram-Stoker, dix prix World Fantasy, deux International Horror Guild Awards pour la meilleure anthologie, trois prix Shirley-Jackson pour la meilleure anthologie, douze prix Locus du meilleur éditeur. Elle a été nommée récipiendaire du prix Karl Edward Wagner 2007, décerné à la British Fantasy Convention pour « sa contribution exceptionnelle au genre ». En 2011, elle reçoit le Life Achievement Award (prix pour l'ensemble de son œuvre) de la Horror Writers Association (en), association dont elle est membre depuis les années 1990 et administratrice depuis 2006.
Ellen Datlow remporte le prix World Fantasy pour l'ensemble de sa carrière (Life Achievement) en 2014.

### Travaux
The Best Horror of the Year est un recueil annuel des sélections de fiction et de poésie d'horreur de l'éditeur acclamées par la critique publiées l'année précédente et comprend des fictions de Laird Barron (en), Stephen Graham Jones, Michael Marshall Smith, Joe R. Lansdale et Nicholas Royle (en). Les livres contiennent également un résumé annuel des publications dans le domaine (prix, romans notables, anthologies, collections à auteur unique, revues / bulletins / magazines / webzines, poésie, non-fiction, chapbooks / éditions limitées) et une liste de « mentions honorables ». Le volume douze a été publié en octobre 2020. The Best of the Best Horror of the Year: Ten Years of Essential Horror Fiction est publié en 2018.
Elle a également édité les anthologies Nebula Awards Showcase 2009 (2009), Darkness: Two Decades of Horror (2010), Hauntings (2013), Lovecraft's Monsters (2014), The Cutting Room (2014), The Monstrous (2015) et Nightmares (2016) pour Tachyon Publications (en). Queen Victoria's Book of Spells, une anthologie qu'elle coédite avec Terri Windling, est publié par Tor Books en 2013,, suivi de The Doll Collection (2016) Mad Hatters and March Hares (2017) et The Devil and the Deep (2018).

## Publications françaises

### Anthologies
- Blanche neige, rouge sang, Fleuve noir, coll. « Rendez-vous ailleurs », 2002 (Snow White, Blood Red, 1993), 370 p.  (ISBN 2-265-07344-X)Coédité avec Terri Windling
- La Petite Mort, Albin Michel, 1998 (Little Deaths, 1994), 583 p.  (ISBN 2-226-10449-6)
- Contes du chat pervers, J'ai lu, 1999 (Twists of the Tale: An Anthology of Cat Horror, 1996), 445 p.  (ISBN 2-290-05347-3)

## Récompenses
- 1989 : prix World Fantasy de la meilleure anthologie pour The Year's Best Fantasy: First Annual Collection (avec Terri Windling)
- 1990 : prix World Fantasy de la meilleure anthologie pour The Year's Best Fantasy: Second Annual Collection (avec Terri Windling)
- 1992 : prix World Fantasy de la meilleure anthologie pour The Year's Best Fantasy and Horror: Fourth Annual Collection (avec Terri Windling)
- 1995 : prix World Fantasy de la meilleure anthologie pour La Petite Mort
- 1995 : prix World Fantasy du « Special Award, professionnel »
- 2000 : prix World Fantasy de la meilleure anthologie pour Silver Birch, Blood Moon (avec Terri Windling)
- 2000 : prix Bram-Stoker de la meilleure anthologie pour The Year’s Best Fantasy & Horror, 13th Annual Collection[12]
- 2002 : prix Hugo du meilleur éditeur professionnel
- 2003 : prix World Fantasy de la meilleure anthologie pour The Green Man (égalité) (avec Terri Windling)
- 2004 : prix Bram-Stoker de la meilleure anthologie pour The Year’s Best Fantasy and Horror, 17th Annual[12]
- 2005 : prix Hugo du meilleur éditeur professionnel
- 2005 : prix Locus du meilleur éditeur
- 2006 : prix Locus du meilleur éditeur
- 2006 : prix Locus de la meilleure anthologie
- 2007 : prix Karl Edward Wagner
- 2007 : prix Locus du meilleur éditeur
- 2007 : prix World Fantasy de la meilleure anthologie pour Salon Fantastique (avec Terri Windling)
- 2007 : prix Shirley-Jackson de la meilleure anthologie pour Inferno
- 2008 : prix Locus du meilleur éditeur
- 2008 : prix World Fantasy de la meilleure anthologie pour Inferno
- 2009 : prix Shirley-Jackson de la meilleure anthologie pour Poe: 19 New Tales Inspired by Edgar Allan Poe
- 2009 : prix Hugo du meilleur éditeur (format court)
- 2009 : prix Locus du meilleur éditeur
- 2010 : prix Hugo du meilleur éditeur (format court)
- 2010 : prix Locus du meilleur éditeur
- 2010 : prix Bram-Stoker (grand maître)[12],[13]
- 2010 : prix Bram-Stoker de la meilleure anthologie pour Haunted Legends (avec Nick Mamatas)[12]
- 2011 : prix Locus du meilleur éditeur
- 2012 : prix Locus du meilleur éditeur
- 2013 : prix Locus du meilleur éditeur
- 2014 : prix Locus du meilleur éditeur
- 2014 : prix Hugo du meilleur éditeur (format court)
- 2014 : prix World Fantasy pour l'ensemble de ses réalisations
- 2014 : prix Shirley-Jackson de la meilleure anthologie pour Fearful Symmetries
- 2014 : prix Bram-Stoker de la meilleure anthologie pour Fearful Symmetries[12]
- 2015 : prix Locus du meilleur éditeur
- 2016 : prix British Fantasy de la meilleure anthologie pour The Doll Collection
- 2016 : prix Hugo du meilleur éditeur (format court)
- 2017 : prix Hugo du meilleur éditeur (format court)
- 2017 : prix Locus du meilleur éditeur
- 2018 : prix Bram-Stoker de la meilleure anthologie pour The Devil and the Deep: Horror Stories of the Sea[12]
- 2018 : prix Locus du meilleur éditeur
- 2020 : prix Hugo du meilleur éditeur (format court)[14]
- 2020 : prix Bram-Stoker de la meilleure anthologie pour Echoes: The Saga Anthology of Ghost Stories[12],[15]
- 2020 : prix Locus du meilleur éditeur
- 2021 : prix Hugo du meilleur éditeur (format court)